# Mankenbachsmühle
Der Ort Mankenbachsmühle ist eine Kleinsiedlung mit Mischbebauung. Sie gehört zur Gemeinde Unterweißbach. Neben der Mankenbachsmühle wurde im Zusammenhang mit der Errichtung der Talsperre Leibis-Lichte die Siedlung Neu-Leibis für die Umsiedler der jetzt überfluteten Siedlung Leibis errichtet.

## Lage

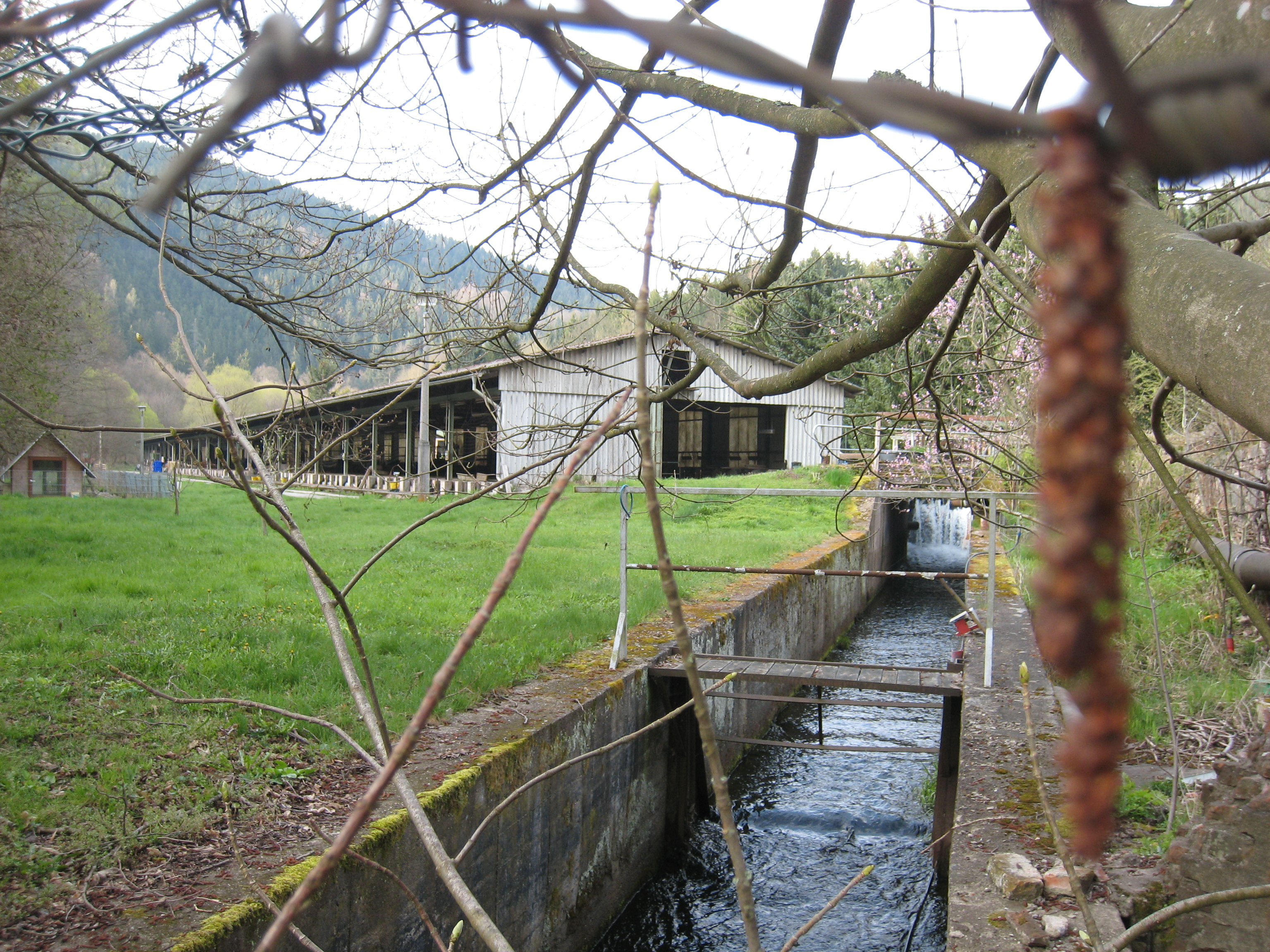
Fischzuchtanlage

Das gesamte Areal befindet sich am Ufer der Schwarza, es liegt unmittelbar an der Einmündung der Lichte und nahe der Einmündung des Mankenbachs in die Schwarza. In unmittelbarer Nachbarschaft wurde die Siedlung „Neu-Leibis“ aufgebaut.
Außerhalb der historischen Ortslage entstanden in den 1990er Jahren einige Ferienhäuser, Wohn- und Wirtschaftsgebäude und ein Fischzuchtbetrieb. Die Bahnstrecke Rottenbach–Katzhütte und die zu dieser parallel laufende Straße (L 1112) unterhalb des Ortsteils Neu-Leibis begrenzen das Gebiet in Richtung West.

## Geschichte

### Goldbergbau
Die Mankenbachsmühle war zunächst eine abgelegene Mühle am Oberlauf der Schwarza. Eine erste urkundliche Erwähnung datiert aus dem Jahr 1370. Mit der Entdeckung von Goldpartikeln im Sediment der Schwarza wurde auch an der Mankenbachsmühle der Bergbau begründet. Die Abbautechnologie erfolgte nach dem bewährten Goldseifen-Verfahren. Der ganze Talgrund um die Mühle zeigt noch deutliche Spuren dieser ersten Bergbauperiode, die im 15. Jahrhundert begann. Nach dem Dreißigjährigen Krieg wurde die Goldsuche eingestellt. Vor dem Ersten Weltkrieg untersuchte der Geologe Hess von Wichdorff die Altbergbaurelikte im oberen Schwarzatal und fand weitere Abbaustellen im Hang oberhalb der Mankenbachsmühle.

### Schmelzhütte
Zwischen 1688 und 1758 wurde die Mühle umgebaut und diente nun als Pochwerk zum Zerkleinern von Erz. Neben dem Mühlenanwesen wurde eine Eisenerz-Schmelzhütte betrieben. Sie nutzte die reichlich vorhandenen Holzvorräte und die im nahen Bergwerksgelände im mittleren Lichtetal geförderten Braunstein-Erzvorkommen. Die zu dieser Zeit im Fürstentum Schwarzburg-Rudolstadt regierenden Fürsten waren an einer Ausweitung des Bergbaus interessiert, auch gestatteten sie die Anlage von Glashütten.

### Massemühle für die Porzellanherstellung
Durch einen Zufall spielte die Mankenbachsmühle eine bedeutende Rolle in der Entdeckung der Herstellungstechnik für Weichporzellan, einer technologischen Zwischenstufe in der frühen Porzellanherstellung. Georg Heinrich Macheleid (1723–1801), ein Theologie-Student und Autodidakt, der sich hier und im benachbarten Sitzendorf mit praktischen Versuchen zur  Porzellanherstellung beschäftigte, benötigte eine Massemühle, um die von ihm getesteten Rohstoffe in der benötigten Qualität und Menge herstellen zu können. Die abgelegene Mankenbachsmühle mit den noch vorhandenen Mahl- und Pochwerken der Erzaufbereitung war ein idealer Ort für seine Versuche.  Die Massemühle versorgte ab 1762 auch die zweite, von Macheleid und seinen Geschäftspartnern errichtete Compagnie auf dem Bergmannschen Gutsgelände in Volkstedt bei Rudolstadt. Diese zweite Manufaktur war dank finanzieller Unterstützung der Schwarzburger Fürstenfamilie zu einem florierenden Unternehmen entwickelt worden während die Sitzendorfer Manufaktur weiter als Experimentierwerkstatt fungierte.

### Papiermühle

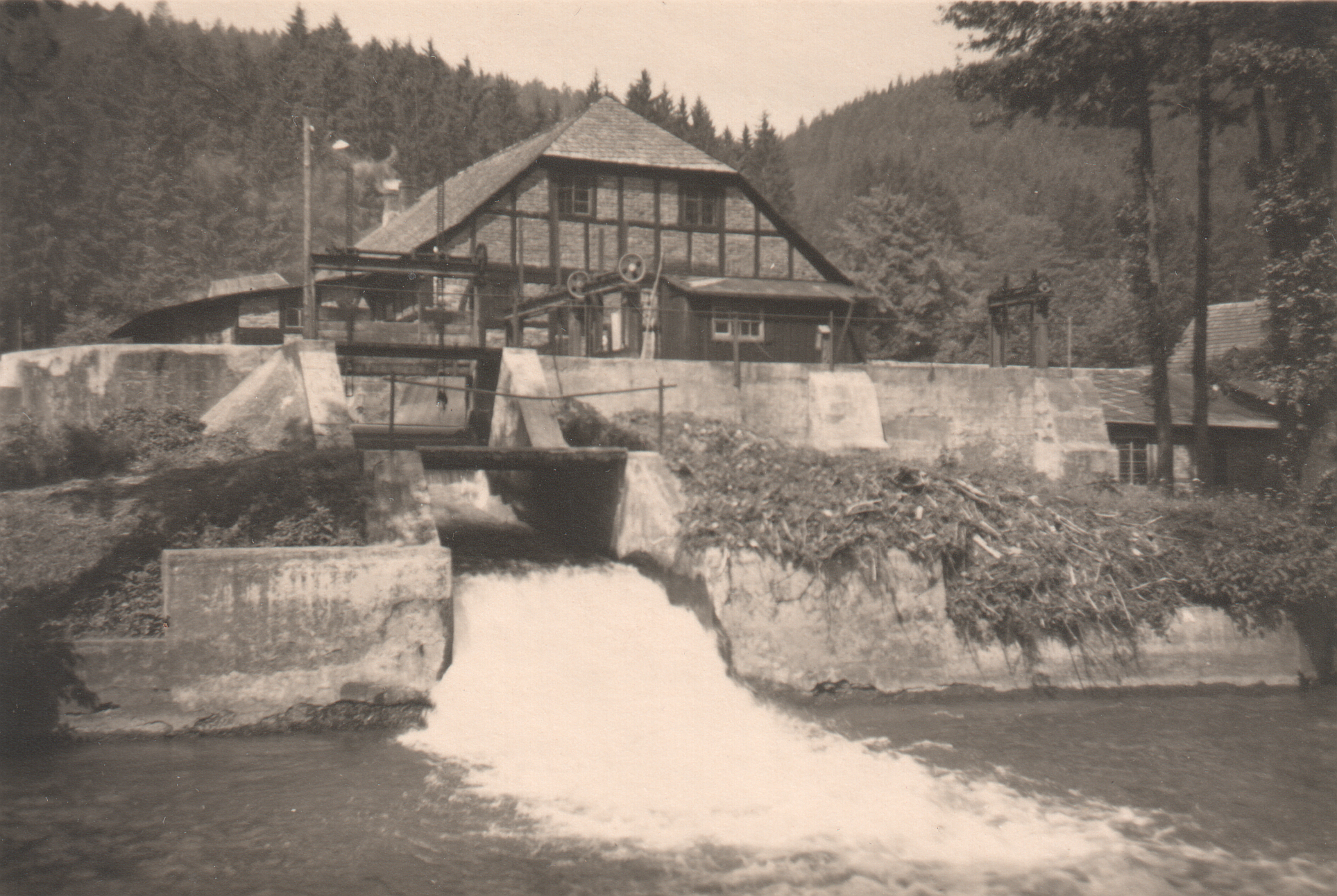
Mankenbachsmühle 1937

Durch die Nutzung der Wasserkraft wurde ein Teil der Mankenbachsmühle ab 1764 auch wieder als gewöhnliche Mahlmühle genutzt und später wurde dort eine Holzschleiferei errichtet. Die von zwei Francis-Turbinen angetriebenen Pressenschleifer zerrieben geschältes Fichtenholz; die Fasern wurden zu Holzschliff zerkleinert, dieses auch als Holzstoff bezeichnete Produkt war ein Vorprodukt der Papierindustrie. Die unrentable Produktion führte nach dem Zweiten Weltkrieg zur Produktionseinstellung, Verschrottung der Anlagen und zum anschließenden Verfall der Produktionsgebäude ab Mitte der sechziger Jahre.

### Fischzuchtbetrieb
Ab Anfang  der 1970er Jahre begann man den vorhandenen Mühlgraben zur Forellenmast in Netzkäfigen zu nutzen. Nach Beschluss der damaligen staatlichen Organe wurde auf dem Areal später eine Forellenaufzuchtanlage/Setzlingsaufzucht errichtet. Nach dem Niedergang der DDR wurden die Anlagen und Gebäude privatisiert. Die Beckenanlage wird weiter als Forellenzucht genutzt; ein anderer kleiner Betrieb betreibt einen Zierfischgroßhandel.